# Moon Sang-yun
Đây là một tên người Triều Tiên, họ là Moon.
Moon Sang-yun (tiếng Hàn: 문상윤; sinh ngày 9 tháng 1 năm 1991) là một cầu thủ bóng đá Hàn Quốc thi đấu ở vị trí tiền vệ thi đấu cho Jeju United.